# Колд Спринг Харбор (Њујорк)
Колд Спринг Харбор (енгл. Cold Spring Harbor) насељено је место без административног статуса у америчкој савезној држави Њујорк.

## Демографија
По попису из 2010. године број становника је 5.070, што је 95 (1,9%) становника више него 2000. године.
| Група             | 2000.         | 2010.         |
| Белци             | 4.740 (95,3%) | 4.683 (92,4%) |
| Афроамериканци    | 21 (0,4%)     | 34 (0,7%)     |
| Азијати           | 65 (1,3%)     | 115 (2,3%)    |
| Хиспаноамериканци | 98 (2,0%)     | 194 (3,8%)    |
| Укупно            | 4.975         | 5.070         |